# Тименко Володимир Петрович
Володи́мир Петро́вич Тиме́нко (нар. 13 жовтня 1953 року, Проців) — педагог, доктор педагогічних наук (2010), професор (2011), засновник та головний науковий співробітник відділу діагностики обдарованості Інститут обдарованої дитини НАПН України, заслужений діяч науки і техніки України (2017), член Спілки дизайнерів України, співавтор підручників та посібників з трудового навчання. Голова Бориспільської районної організації партії «Народний Рух України за перебудову» (1989), депутат Бориспільської районної ради народних депутатів (з 1990 по 1994).

## Біографічні дані
Народився 13 жовтня 1953 року в Процеві.
У 1973 році закінчив Коростишівське педагогічне училище ім. І. Франка за спеціальністю «викладання праці і креслення в 4—8 класах загальноосвітньої школи». У 1979 році закінчив Київський державний педагогічний інститут ім. О. М. Горького за спеціальністю українська мова і література. Працював завідувачем лабораторії сільської школи; лабораторії дидактики початкової освіти НДІ педагогіки.
У 1992 році захистив кандидатську дисертацію «Формування позитивного ставлення до художньої праці в учнів 1—4 класів». У 2010 році захистив докторську дисертацію «Теоретичні і методичні основи формування конструктивних умінь в учнів початкових класів».
З 2007 по 2010 рік — завідувач відділу діагностики обдарованості Інституту обдарованої дитини НАПНУ. З 2010 до 2018 рік — учений секретар апарату Президії НАПНУ; учений секретар Відділення професійної освіти і освіти дорослих НАПНУ. З 2018 до 2022 рік — завідувач кафедри теоретичних дисциплін і професійної освіти факультету дизайну Київської державної академії декоративно-прикладного мистецтва і дизайну ім. М. Бойчука. 
З 2022 по 2023 рік — завідувач кафедри мультимедійного дизайну факультету дизайну Київського національного транспортного університету.

## Наукова робота
Досліджує проблеми проєктної творчості, педагогічної діагностики практичного інтелекту, дизайн-обдарованості осіб різного віку. Обґрунтовує шляхи впровадження проєктних технологій і, зокрема, дизайну як технології художнього проєктування у навчальний процес початкової, базової, профільної і професійної освіти. Обґрунтовує етнодизайн як перспективний напрям розвитку автентичного декоративно-прикладного мистецтва у поєднанні із сучасним дизайном.
Автор понад 300 друкованих праць: навчальні програми (33), підручники (33), методичні посібники (33), монографії (13), понад 200 наукових статей. Під його науковим керівництвом захищено 2 докторські і 13 кандидатських дисертацій.
Науковий консультант експериментів всеукраїнського рівня МОН України; член комісії з питань дослідно-експериментальної роботи в навчальному процесі дошкільних і загальноосвітніх навчальних закладів; комісії відділення професійно-технічної освіти з професійної педагогіки, психології та змісту професійно-технічної освіти Науково-методичної ради з питань освіти МОНУ; член двох спеціалізованих учених рад із захисту кандидатських і докторських дисертацій; член редколегій науково-педагогічних видань: «Мистецька освіта: методологія, теорія, практика», «Освіта та розвиток обдарованої особистості», «Учитель початкової школи». Розробник державних стандартів з освітньої галузі «Технології» для початкової, базової і повної середньої освіти.

## Нагороди
- Почесна Грамота Верховної Ради України;
- Нагрудний знак «Відмінник освіти України»;
- Медаль НАПН України «К. Д. Ушинський»;
- Подяка Прем'єр-Міністра України;
- Заслужений діяч науки і техніки України (2017);
- Вища відзнака Народного Руху України «За заслуги перед українським народом» II ступеня;
- Медаль Національної академії педагогічних наук України «Григорій Сковорода» (2018);
- Грамота Київської державної академії декоративно-прикладного мистецтва і дизайну ім. М. Бойчука (2018)[2].